# Азартні ігри в Бельгії
Азартні ігри в Бельгії є законним і чітко регламентованим державою видом розваг. Інтернет-казино в Бельгії є законними з 2011 року.

## Історія
Азартні ігри мають велику історію, перші згадки про них стосуються картярських ігор та лотерей, що існували в Бельгії 1300 року, а національну лотерею було запроваджено в XV столітті. В сучасності азартні ігри в країні користуються великим попитом, при цьому є більш регламентованими, ніж у давнину.
Інтернет-казино в Бельгії є законними з 2011 року, коли більшість інших європейських країн, фактично забороняли всі види азартних ігор в інтернеті. Так, 2011 року було прийнято Закон про ігри, який офіційно легалізував онлайнові ігри для тих закладів, що отримали відповідну ліензію уряду.
Для боротьби з сайтами, що продовжили працювати в країні без ліцензії, бельгійська Комісія з ігор почала складати чорний список доменів, за яким місцеві провайдери блокували доступ до таких ресурсів.
Окрім блокування, порушники зобов'язуються сплатити штрафи, найбільший з яких сягає 100 тис. євро. Громадяни Бельгії, що беруть участь у незаконних азартних іграх в онлайні, також мають сплатити штраф у розмірі до 25 тис. євро. Деякі компанії намагалися оскаржувати блокування (як-от мальтійська «Bet-at-home»), але скарги було відхилено, а блокування за роботу без ліцензії визнано правомірним.
2012 року газета у Financial Times було опублікувано лист конгломерату здебільшого британських букмекерських контор, де ті оскаржували заборони бельгійського уряду і вимагали від ЄС вплинути на Бельгію, щоб та скасувала блокування. Однак ця акція виявилась невдалою, коли компанія bwin (одна з ініціаторів листа) отримала ліцензію на діяльність у Бельгії. Для боротьби з незаконними онлайн-казино Бельгійська гральна комісія планує створити робочу групу. Група складатиметься з легальних операторів азартних ігор, вчених, представників лікувальних закладів і гравців.
Серед бельгійців великою популярністю користуються кінні перегони. Два головних іподроми країни розташовано в Ґліні та Вареґемі.
2019 року азартна індустрія принесла Бельгії 281,2 млн євро, що на 4,1 % більше за 2018-й. Більше половини прибутку, 173 млн євро, було отримано з онлайн-сектору, що виріс на 17 % за рік. Найбільшим онлайновим організатором ігор Бельгії є Casino de Spa Ardent Group, що 2019 року отримала 42,5 млн євро прибутку.
У березні 2020 року, під час пандемії COVID-19, уряд запровадив карантин, зокрема, закривши наземні казино та розважальні центри. Після часткового послаблення карантину в липні, в жовтні Консультативний комітет зобов'язав ігрові заклади, зали онлайн-слотів та ігрових автоматів обмежити кількість людей в приміщеннях до максимум 40. Казино, ігрові зали та букмекерські контори почали закриватися з 23:30 до 6:00, а гравці повинні були реєструвати свої дані для відстеження їхніх ігор. У гральних закладах було заборонено продаж їжі та напоїв, а клієнтів зобов'язали носити маски.

## Регулювання і штрафи
За регулювання азартного сектору Бельгії відповідає Ігрова комісія Бельгії (Belgian Gaming Comission). Це один із найсуворіших регуляторних органів Європи. Компанію створено 1999 року. Будь-який онлайновий ігровий оператор для отримання ліцензії повинен відкрити в Бельгії наземне казино, у випадку порушення, комісія штрафує такі сайти на суму до 100 тис. євро.
З усіх питань щодо азартних ігор та ліцензій, вирішальне слово має дана комісія. Її роль полягає в тому, щоб зробити ігри безпечнішими та захищати гравців. Штрафи як для операторів, так і для гравців у Бельгії досить великі. Оператори можуть отримати штраф від 100 до 100 тис. € за роботу без ліцензії, натомість, гравців штрафують до 25 тис. €. Гравці повинні знати ігрове законодавство країни, і несуть відповідальність за можливу участь у іграх в казино, що не має ліцензії.
В січні 2021 року було видано королівський указ із терміном дії до 31 липня 2022 року, що передбачав скорочення масимальної кількості ліцензій на онлайновий спортивний беттинг з 34 до 31. Попередній указ діяв із 22 грудня 2010 до кінця 2020 року.